# Brabanter Revolution

Flagge der Brabanter Revolutionäre, auf die Farbgebung dieser Flagge geht die spätere Flagge Belgiens zurück

Am 24. Oktober 1789 brach die Brabanter Revolution aus. Sie fand damit nahezu zeitgleich mit anderen Revolutionen statt, stand aber unter ganz anderen Vorzeichen. Waren die Französische und die Lütticher Revolution Ausdruck gesellschaftlicher Erneuerung, so ging es hier darum, die bestehende ständische Gesellschaftsordnung zu erhalten und gegen den Aufgeklärten Absolutismus zu verteidigen. In diesem Bestreben entstanden aus den Provinzen der Österreichischen Niederlande am 11. Januar 1790 die Vereinigten Belgischen Staaten. Diese hatten jedoch nur wenige Monate Bestand, nicht zuletzt wegen der Zerstrittenheit ihrer Gründer.

## Vorbemerkung
Seit dem 3. Januar 1356 garantierte die Joyeuse Entrée, niederländisch Blijde Inkomst („der heitere Amtsantritt“) den Ständen von Brabant und Limburg ihre traditionellen Privilegien. Sie gab ihnen das Recht, Steuern zu bewilligen oder zu verweigern und in außenpolitischen Angelegenheiten, namentlich über Krieg und Frieden, mitzuentscheiden. Öffentliche Ämter mussten mit Einheimischen besetzt werden. Brabanter durften nur vor einheimische Gerichte gestellt werden. Auch die übrigen Provinzen der Österreichischen Niederlande beanspruchten dieses Recht. Verstieß der Fürst gegen die Joyeuse Entrée, so hatten die Stände das Recht, ihm den Gehorsam zu verweigern. Die Auslegung der Bestimmungen war umstritten. Durch die Reformen Kaiser Josephs II. wurden sie de facto aufgehoben.
Zwar hatte schon Josephs Mutter Maria Theresia ähnliche Ziele verfolgt, zum Beispiel die Befugnisse der katholischen Kirche eingeschränkt, doch war sie dabei behutsamer vorgegangen. Um den Weg für eine zentrale Verwaltung im Sinne des Aufgeklärten Absolutismus zu ebnen, war in den zehn Provinzen, welche die Österreichischen Niederlande ausmachten, die Entwicklung eines belgischen Nationalgefühls gefördert worden. Wegbereiter dieses Patriotismus waren Patrice-Francois de Neny, Jean-Baptist Lesbroussart, Corneille-Francois de Nelis – allesamt dem Haus Österreich treu ergeben, aber von der Notwendigkeit einer Modernisierung von Verwaltung und Wirtschaft überzeugt.

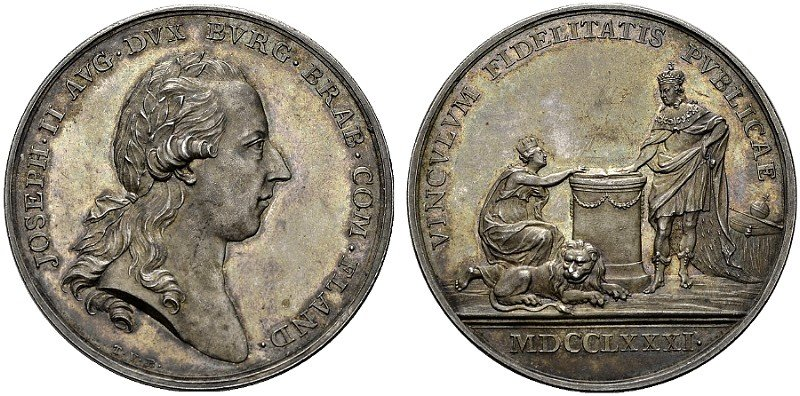
Joseph II.: Denkmünze auf die Huldigung der Österreichischen Niederlande, 1781

## Vorgeschichte: Die Reformen Josephs II.
Beim Tod Maria Theresias am 29. November 1780 übernahm ihr bisheriger Mitregent Joseph II. die Alleinherrschaft. Zum Nachfolger des kurz zuvor verstorbenen Statthalters in Brüssel, seines Onkels Karl von Lothringen, hatte seine Mutter zu Josephs Missfallen ihre Lieblingstochter Marie Christine und deren Mann Albert von Sachsen-Teschen bestimmt, die dieses Amt zuvor in Pressburg (Ungarn) ausgeübt hatten. Der Kaiser hielt das Paar in Wien zurück, da er sich vor dessen Installierung – als erster Landesherr seit 222 Jahren – persönlich über den Zustand der Österreichischen Niederlande informieren wollte. Unter dem Jubel der Bevölkerung traf er am 31. Mai 1781 in Luxemburg ein, am 27. Juli verließ er Brüssel Richtung Frankreich. Der Besuch aller wichtigen Städte, zahlreiche Konferenzen und Audienzen sowie unzählige Bittschriften hatten ihm ein detailliertes Bild vom Zustand des Landes vermittelt.
Am 17. Juli nahmen die neuen Statthalter in Brüssel die Huldigung der Stände von Brabant entgegen. Joseph machte zu dieser Zeit (vom 7. bis zum 21. Juli) einen Abstecher in die Vereinigten Niederlande sowie nach Aachen und Spa (Hochstift Lüttich). Auch die Huldigungen der anderen Provinzen nahm er – wie seine Vorgänger – nicht persönlich entgegen, sondern ließ sich durch die Statthalter bzw. den bevollmächtigten Minister vertreten.

### Kirchenpolitische Reformen
Das Toleranzedikt vom 13. Oktober 1781 bestimmte, dass fortan Protestanten ihre Religion in den Österreichischen Niederlanden frei ausüben durften, aber auch, und das war neu und ein erster Grund für Unmut, dass Protestanten der Zugang zur Bürgerschaft und zu den Gilden offen stand. Außerdem waren Protestanten fortan berechtigt, akademische Grade zu erwerben.
Auf Proteste reagierte Joseph im Frühjahr 1782 mit Erläuterungen zum Toleranzedikt und konnte damit anscheinend die Gemüter beruhigen. Die katholische Religion bleibe nach wie vor die bestimmende Staatsreligion. Selbst Kardinal Johann Heinrich von Frankenberg gab sich in seinem Hirtenbrief zur Fastenzeit besänftigt.
Im Jahr 1783 bestimmte Joseph die Aufhebung der kontemplativen Orden. Proteste und die anfängliche Weigerung des Rates von Brabant, dieses Edikt zu veröffentlichen, beantwortete er neuerdings mit Erläuterungen, das eingezogene Vermögen solle zur Schaffung sozialer Einrichtungen verwendet werden. In der Folgezeit ließ er aber auch vakant gewordene Abtstellen unbesetzt und minderte damit die Macht der Kirche in den Ständen.
Seit dem 28. September 1784 beschnitten neue Bestimmungen den Aufgabenkanon der katholischen Kirche. Die Ehe wurde zum bürgerlichen Vertrag bestimmt und sollte auch ohne Mitwirkung der Kirche gültig sein. Bereits 1781 hatte Joseph verboten, dass wegen Dispenserteilungen nach Rom appelliert werden durfte.
Nach der Ankündigung im März 1786, ein staatliches Generalseminar in Löwen einzurichten und die bischöflichen Seminare zu schließen, kam es zu heftigen Protesten von Franckenberg und auch von Nelis. Erst nach der Zusicherung, eine Filiale in Luxemburg zu errichten und dass die Generalseminare in ihrer Lehre natürlich weiterhin unter bischöflicher Aufsicht stünden, eröffnete Franckenberg am 1. Dezember 1786 das Generalseminar in Löwen mit einer Vorlesung. Doch die Hetze gegen die Einrichtung hörte nicht auf, mehreren Dozenten wurde Jansenismus vorgeworfen. Ein dahinlautendes Schreiben wurde durch den päpstlichen Nuntius in Zusammenwirkung mit Kardinal Franckenberg vervielfältigt und publik gemacht. Franckenberg wurde nach Wien zitiert, der Nuntius ausgewiesen und der Bischof von Namur schließlich durch angedrohte Entmachtung gefügig gemacht.
Josephs Kirchenreformen sind in manchen Aspekten auf die Ideen von Patrice-François de Neny „Eglise Belgique“ zurückzuführen. Dieser verfasste im Auftrag von Maria Theresia die „Memoires historique et politiques sur les Pais-Bas autrichiens“ als Leitfaden und Denkschrift für Joseph für den politischen Umgang mit den südlichen Niederlanden. Für De Neny waren belgischer Partikularismus und Königstreue kein Widerspruch. De Neny riet dringend von einer Angleichung an die österreichischen Erblande ab.

### Verwaltungsreformen
Im Jahr 1784 forderte Joseph die Magistrate aller Städte und Gemeinden auf, Listen mit den Vorschriften und Privilegien der lokalen Gilden zu erstellen, die nach deren Meinung hinderlich für die wirtschaftliche Entwicklung (Handel und Industrie) seien. Die meisten Magistrate, außer dem von Brüssel, kamen dieser Aufforderung nach. Der Magistrat von Brüssel war in den Ständen vertreten, während es außer dem Magistrat von Löwen und Antwerpen sonst keine Vertretung der Magistrate in den Brabanter Ständen gab. Heraus kam dabei ganz wunschgemäß, dass die Privilegien der Gilden Fortschritt und Handel hinderlich seien.
Im Januar 1787 erließ Joseph die sogenannten „Januaredikte“. Die Provinzen sollten danach in neun Kreise eingeteilt werden (Kreishauptmannschaften). Diese Kreise sollten einem Intendanten und zwölf Beauftragten unterstehen. Die Intendantur sollte berechtigt sein, die Entscheidungen der Stände aufzuheben. Alle Beamten der Kreishauptmannschaft sollten von der Regierung eingesetzt werden (nicht von den Ständen).

### Justizreform
Für den 1. Mai 1787 war außerdem eine umfassende Justizreform geplant. Danach sollten die patrimonialen Gerichte in ihren unterschiedlichsten Erscheinungsformen wegfallen und die Oberen Gerichtshöfe umorganisiert werden. An die Stelle der alten Strukturierungen sollte ein klarer Instanzenzug treten. Es waren dreiundsechzig Gerichte erster Instanz vorgesehen. Der Oberste Gerichtshof sollte in Brüssel seinen Sitz haben und der Regierung in Wien direkt unterstehen. Die Gehälter der Richter sollten ebenfalls von der Regierung bestimmt werden.

## Zuspitzung der Lage (1787 bis 1789)

### 1787
Der Rat von Brabant weigerte sich im Januar 1787, die Januaredikte als gesetzmäßig anzuerkennen und zu publizieren.
Die Ständeversammlung protestierte gegen die geplanten Änderungen, erklärte sie als nicht mit dem Joyeuse Entrée vereinbar. Nachdem bis März aus Wien keine Reaktion auf den Protest vorlag, verweigerte die Ständeversammlung die Bewilligung der Subsidien und beriet weitere Maßnahmen.
Der Kaiser unternahm im April auf Einladung Katharinas II. von Russland eine Reise, die ihn bis auf die Krim führte. In seiner Abwesenheit führte Staatskanzler Kaunitz die Geschäfte.
Im April verfasste Henri van der Noot im Auftrag der Stände in zusammengefasster Form den Protest gegen die geplanten Änderungen. Die Ständeversammlung schickte die „Mémoire sur les droits du peuple brabançon“ mit neun spezifizierten Forderungen nach Wien und erklärte, die Steuern nicht eher bewilligen zu wollen, bis ihre Forderungen erfüllt worden seien. Zu den Forderungen gehörte nicht nur die Rücknahme der geplanten Veränderungen in Justiz und Verwaltung, sondern auch die Neubesetzung erledigter Abteien.
Der Rat von Brabant formulierte seinen eigenen Protest. Mitglieder des Rates, die an den neuen Appellationsgerichtshof berufen wurden, verweigerten den Antritt ihres Amtes.
Im Mai 1787 unterbreitete Joseph ein Kompromissangebot. Er versprach, die Reformen solange zurückzunehmen, bis er die Zustimmung der Ständeversammlung erhalten haben würde. Der Rat von Brabant wurde restituiert.
Doch es kam zu weiteren Protesten wegen eines Brüsseler Bürgers. De Hondt war wegen eines Vergehens gegen die Zollbestimmungen im Zusammenhang mit der Schelde verhaftet und nach Wien verbracht worden, um ihn dort vor Gericht zu stellen.
Die Statthalter versuchten zu vermitteln und sistierten die Januaredikte. Sie wurden darauf nach Wien zitiert, ebenso der bevollmächtigte Minister Belgiojoso, der für eine gemäßigte Haltung gegenüber den Unruhen eingetreten war. Graf Murray wurde zum interimistischen Statthalter ernannt.
Im Juni 1787 begann van der Noot, der bis dahin nur über Flugschriften und andere meinungsbildende Maßnahmen den Widerstand gefördert hatte, diesen auch militärisch zu organisieren. Er rief die Führer der fünf Brüsseler Bürgermilizen, die Vorsitzenden der neun „Nationen“ und andere Notabeln zusammen. In der Folge gelang es ihm nur noch mit Mühe, diese Kräfte zu kontrollieren und damit den Ausbruch einer Revolution zu verhindern.
Als der Kaiser von diesen Ereignissen erfuhr – ein Kurier brauchte von Brüssel bis ans Schwarze Meer nahezu drei Wochen – brach er seine Reise ab und kehrte Ende Juni nach Wien zurück.
Indes verhärteten sich die Fronten immer mehr. Joseph lud eine Delegation der Stände nach Wien ein. Nach anfänglicher Weigerung wurde tatsächlich eine Abordnung der Stände nach Wien geschickt. Diese war aber nur befugt, sich gegen die Reformen auszusprechen und durfte sich auf keine Verhandlungen einlassen. Entsprechend frustrierend war das Ergebnis für beide Seiten. Inzwischen hatte Joseph Truppen in Richtung der österreichischen Niederlande in Bewegung gesetzt.
Im August erklärte das Osmanische Reich Russland den Krieg. Dies verpflichtete den Kaiser aufgrund eines geheimen Vertrags, Katharina II. militärisch beizustehen. Die nötigen Vorbereitungen beanspruchten einen großen Teil seiner Zeit.
Im September stoppte Murray in völliger Fehleinschätzung der Lage die Truppenzusammenziehungen, geriet unter den Druck der Milizen und erklärte die uneingeschränkte Sistierung der Januaredikte, ohne dass die Vorbedingungen, die Joseph gestellt hatte, erfüllt worden waren und ohne den Hinweis, dass sich Joseph zu diesem Entschluss durchgerungen habe, damit die Stände Zeit hätten, selbst die Notwendigkeit dieser Reformen zu erkennen (also eigentlich eine Vertagung, keine endgültige Zurücknahme). Das hatte zur Folge, dass Murray abgesetzt und durch Alton ersetzt wurde. Dieser hatte bereits in Ungarn mit harter Hand die Aufstände blutig niedergeschlagen. Belgiojoso wurde ebenfalls abgesetzt und durch Ferdinand von Trauttmansdorff ersetzt. Durch die umfassenden Vollmachten, die Alton erhielt, hatte dieser jedoch kaum Handlungsspielraum.
Im Dezember 1787 erhielt Trauttmansdorff die Anweisung, den Zustand vom April 1787 wiederherzustellen. Dazu gehörte auch die Wiedereröffnung des zwischenzeitlich geschlossenen Löwener Generalseminars.

### 1788
Am 22. Januar 1788 lief das von Alton gestellte Ultimatum ab, dass die Ständeversammlung innerhalb von 24 Stunden die Dezemberedikte Josephs (Wiederherstellung des Zustands vom April 1787) zu verkünden habe. Nach Ablauf des Ultimatums schossen Soldaten in die versammelten Volksmassen. Dabei starben mehrere Menschen. Die Massen reagierten eingeschüchtert, zumal es auch Verhaftungen gab und mehrere Zeitschriften (auch die von Feller) verboten wurden.
Van der Noot floh daraufhin nach England.
Der Kaiser stand vom Februar bis im Dezember an der Spitze seiner Armee im Russisch-Österreichischen Türkenkrieg. Der Feldzug verlief unglücklich und kostete ihn seine Gesundheit – er infizierte sich mit Tuberkulose.
Im März scheiterte die Steuerbewilligung erneut am Veto des dritten Standes. In Löwen wurde das Generalseminar wiedereröffnet, was von der ausländischen Presse als Sieg Josephs über den Ultramontanismus interpretiert wurde.
Im Herbst 1788 verweigerte der dritte Stand aber erneut die Steuerbewilligung.

### 1789
Am 29. April 1789 verblüffte Joseph mit der Ankündigung, dass zukünftig allen Städten in Brabant erlaubt sei, ihre Vertreter in den dritten Stand zu entsenden. Der Rat von Brabant wurde angewiesen, dies als Gesetz zu verkünden. Dieser widersetzte er sich mit Hinweis darauf, dass auch dies gegen den Joyeuse Entrée verstoße. Damit hatte die Regierung in Brüssel nicht gerechnet. Man brauchte dringend die Steuergelder für den Türkenkrieg.
Im Juni forderte Trautmannsdorff von der einberufenen Ständeversammlung die sofortige Bewilligung der Steuern, die Neuorganisation des dritten Standes, die Etablierung einer neuen Rechtsordnung und eine Bestimmung, dass die Zustimmung des Rates von Brabant nicht länger für die Veröffentlichung von Gesetzen gebraucht werde. Als der Dritte Stand sich wiederum per Veto verweigerte, umstellte Alton das Rathaus mit Truppen und verbarrikadiert es. Joseph erklärte den Joyeuse Entrée und alle provinziellen Rechte und Privilegien für erledigt und annulliert.
Im August 1789 konnte Vonck van der Mersch als Befehlshaber der Freiwilligenarmee gewinnen. Trautmannsdorff erhielt eine Warnung; Alton beantragte militärische Verstärkung. Trautmannsdorff schlug die Weiterleitung des Antrags aus, da er Gesichtsverlust fürchtete (sein Spitzelsystem hatte beim Geheimbund „Pro Aris und Focis“ versagt). Angesichts der Ereignisse in Paris (am 14. Juli war die Bastille gestürmt worden; die Französische Revolution hatte begonnen) verbot Joseph die Ausfuhr von Getreide und das Bierbrauen.
Im September wurde „Pro Aris und Focis“ weitgehend enttarnt. Nach Lüttich geschickte Truppen fanden aber keine Spur der Freiwilligenarmee, da diese gewarnt worden war.
Van der Noot, inzwischen in Breda, suchte nach wie vor mittels Verhandlungen Bündnispartner bei der Tripelallianz. Nur Preußen war im Falle, dass Österreich sich mit Frankreich verbündete, bereit, den Brabantern zu helfen. Das Volk wurde jetzt auf den „heiligen Krieg“ eingestimmt, allen voran durch Feller. Vonck und van der Noot verständigten sich auf gemeinsames Vorgehen unter van der Noot als Generalbevollmächtigtem des Brabantischen Volkes.

## Vereinigte Belgische Staaten
Am 24. Oktober 1789 fiel eine kleine, schlecht ausgerüstete, aber hochmotivierte Patriotenarmee in Brabant ein. Die wenigen kaiserlichen Truppen waren schnell überwunden und vertrieben. Einzig die Festung in Luxemburg konnten sie halten.
Am 18. Dezember 1789 zog van der Noot triumphierend in Brüssel ein. Die Vonckisten hatten in Brüssel wenig Anhänger und Rückhalt und van der Noot konnte die Übernahme der Souveränität durch die Brabanter Stände als Volkswillen darstellen.
Es kam zum offenen Konflikt zwischen Statisten und Demokraten (Vonckisten). Die Demokraten wurden als Josephinisten verhetzt und es kam sogar vereinzelt zu blutigen Auseinandersetzungen. Vonck und einige seiner Anhänger flohen nach Frankreich. Von Lille aus versuchten sie, eine Gegenbewegung gegen die Aristokraten (Statisten genannt) zu erzeugen. Vor allem in Flandern fanden sie größere Unterstützung.
Inzwischen war Leopold II. seinem verstorbenen Bruder Joseph II. auf dem Thron gefolgt.
Die Demokraten waren der Herrschaft der Statisten überdrüssig und zeigten sich Leopold gegenüber verhandlungsbereit.
Inzwischen wurde ein starkes österreichisches Heer in Marsch gesetzt. Die Statisten unter van der Noot und van Eupen suchten militärische Unterstützung durch Preußen und Holland. Das Landvolk wurde durch die Geistlichen dazu bewegt, sich in die Städte zu begeben und feierliche Schwüre der Treue an die Stände abzugeben. Dies wurde begleitet von Fahnenübergaben an bäuerliche Milizen. In Pamphleten der Demokraten wurden diese Bauern als „angezogen und bewaffnet wie Witzfiguren“ bezeichnet. Doch alle Anstrengungen waren vergeblich.
Ende Dezember 1790 marschierten kaiserliche Truppen in Brüssel ein. Der Kongress hatte es nicht geschafft, auch nur ein Jahr zu regieren.
Am 17. Januar 1791 gründeten im Pariser Exil Vonckisten und Anhänger der Lütticher Revolution das Komitee der Vereinten Belgier und Lütticher.